# Hyposmocoma catapyrrha
Hyposmocoma catapyrrha là một loài bướm đêm thuộc họ Cosmopterigidae. Nó là loài đặc hữu của Maui. The type locality is Olinda.
Ấu trùng ăn Rubus hawaiiensis.